# Pločica od Ženke
Pločica od Ženke je hrid ispred mjesta Milna na Visu, kod uvale Ženka. Ovisno o plimi i oseki, hridi mogu biti pod vodom ili iznad vode.